# 另一次長征：九十年代中國觀念和裝置藝術
另一次長征：九十年代中國觀念和裝置藝術 (Another Long March: Chinese conceptual and installation art in the nineties) 是一個克里斯·德里森（Chris Driessen）和瑪麗·布勞維爾（Marianne Brouwer） 策劃，並於1997年5月31日至8月3日在荷蘭布雷達的Chassé Kazerne舉行的當代藝術展覽。
這是西方首次全面審視中國的概念藝術和裝置藝術。展覽介紹了來自中國主要藝術中心（北京、上海、杭州和廣州）的18名藝術家。展出的作品形式包括影像藝術、攝影、裝置藝術和表演藝術。這些作品涵蓋不同主題，包括1990年代中國社會轉型、女性主義、窺視症和藝術中的裸露議題。策展人期望通過是次展覽擴闊人們對中國當代藝術的認識——不僅限於九十年代流行國際的玩世現實主義和政治波普。

## 參與藝術家
陳劭雄、陳妍音、馮夢波、耿建翌、顧德新、李永斌、梁鉅輝、林天苗、林一林、劉新華、馬六明、汪建偉、王友身、徐坦、尹秀珍、張培力、周鐵海、朱加